# Dis rien

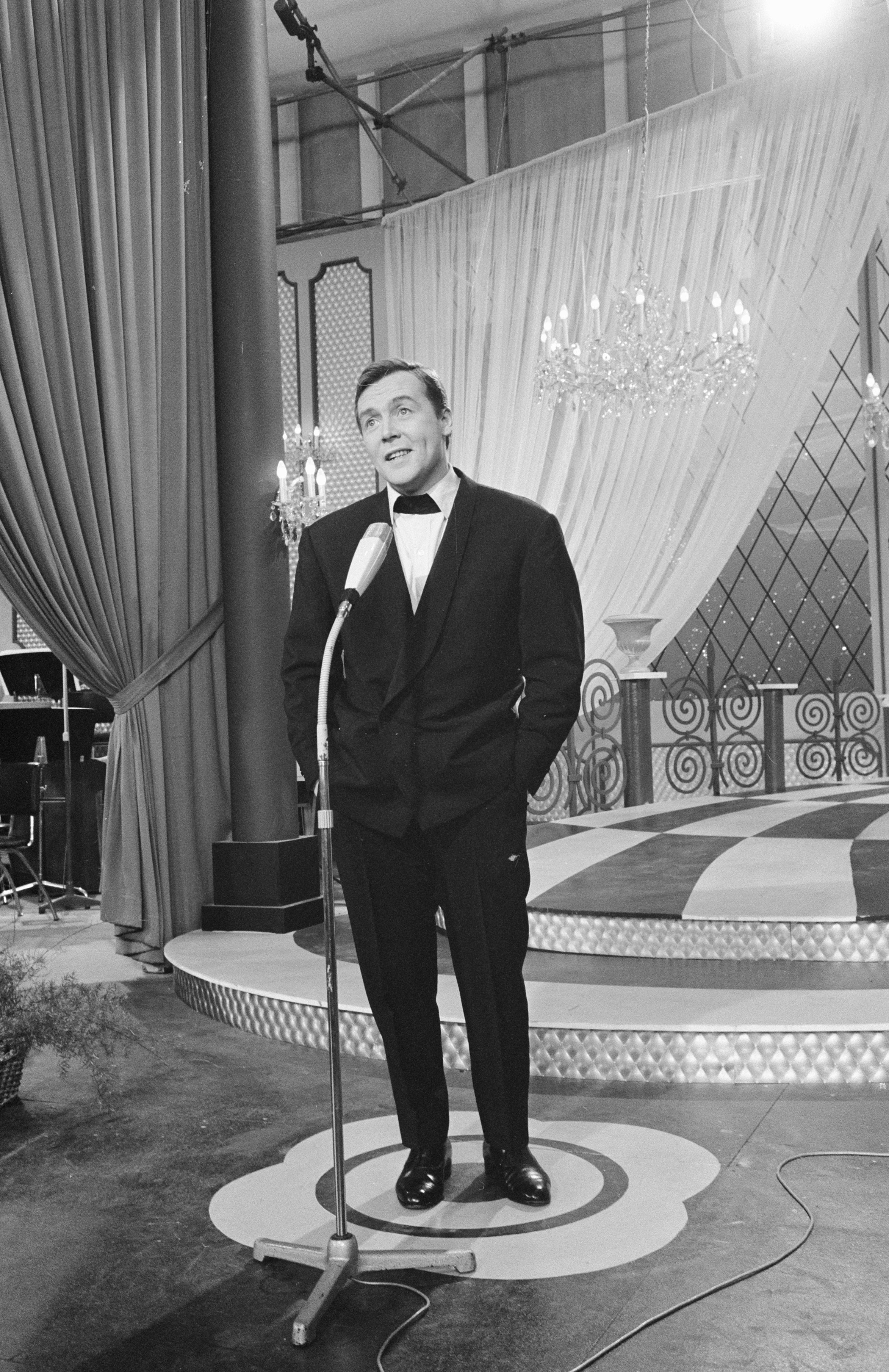
François Deguelt, intérprete de la canción, durante un ensayo del Festival de la Canción de Eurovisión 1962.

«Dis rien» —[di ʁjɛ̃]; en español: «No digas nada»— es una canción compuesta por Henri Salvador e interpretada en francés por François Deguelt. Fue elegida para representar a Mónaco en el Festival de la Canción de Eurovisión de 1962.

## Festival de la Canción de Eurovisión 1962
Esta canción fue la representación monegasca en el Festival de Eurovisión 1962. La orquesta fue dirigida por Raymond Lefèvre.
La canción fue interpretada 16.ª (última) en la noche del 18 de marzo de 1962 por François Deguelt, precedida por Italia con Claudio Vila interpretando «Addio, addio». Al final de las votaciones, la canción había recibido 16 puntos, quedando en 2.º puesto de un total de 16. Esta fue su mejor posición hasta 1971, cuando el país ganó con Séverine, interpretando «Un banc, un arbre, une rue».
Fue sucedida como representación monegasca en el Festival de 1963 por Françoise Hardy con «L'amour s'en va».

## Letra
La canción es del estilo chanson. En esta, el intérprete le dice a su amante que «no diga nada» mientras están juntos, ya que su amor es suficiente para ambos y poder apreciarse sin palabras.

## Historial de lanzamiento
| Región      | Fecha | Formato                        | Discográfica     | Ref.   |
| ----------- | ----- | ------------------------------ | ---------------- | ------ |
| Alemania    | 1962  | Disco de vinilo 7", 45 RPM     | Columbia Records | [ 11 ] |
| Francia     | 1962  | Disco de vinilo 7", 45 RPM, EP | Columbia Records | [ 1 ]  |
| Francia     | 1962  | Disco de vinilo 7", 45 RPM, EP | Columbia Records | [ 12 ] |
| Reino Unido | 1962  | Disco de vinilo 7", 45 RPM     | Columbia Records | [ 13 ] |